# Rubén Bentancourt
Rubén Daniel Bentancourt Morales (Salto, Uruguay; 2 de marzo de 1993) es un futbolista uruguayo. Actualmente se desempeña en Asociación Atlética Argentinos Juniors de la Primera División de Argentina como delantero.

## Trayectoria
Jugó en las divisiones inferiores de Danubio. No llegó a debutar en la Primera División, pero integró el banco de suplentes del primer equipo el 28 de agosto de 2011. Días después fue transferido al PSV Eindhoven de Holanda.
No tuvo oportunidades para jugar en Primera con el club holandés, así que a comienzos del 2014 el Atalanta lo adquirió con el objetivo de lograr minutos en una liga competitiva como lo es la italiana. A mitad del mismo año tras no poder jugar en el primer equipo se va cedido al Bologna por una temporada. Llegó a debutar con el primer equipo sin poder convertir y tras 6 meses irregulares vuelve al Atalanta que lo vuelve a ceder, esta vez a un equipo del país que es nativo, el Defensor Sporting, en donde jugó por otros 6 meses, alternando buenas y malas. Al finalizar el préstamo en el equipo uruguayo vuelve a pasar a un equipo italiano, esta vez al Arezzo donde gana terreno y se convierte rápidamente en una pieza clave en un equipo que terminó en una regular 9ª posición. 
En agosto de 2016 pasó a Defensa y Justicia. Firmó por el conjunto de Florencio Varela y hubo furor por su parecido al crack del París Saint-Germain, Edinson Cavani.
Ese mismo año, en 2017, es transferido a Sud América de la Primera División de Uruguay. En el club buzón, en el Torneo Clausura, logra convertirle un doblete a Peñarol en el cual fueron derrotados 3 a 2. Por otra parte, el 19 de noviembre de 2017 logra convertir un hat-trick ante Liverpool por la fecha 12. Convirtió 9 goles en 15 partidos. Posteriormente en el 2018 es transferido al Independiente Santa Fe de la Categoría Primera A de Colombia.
Tras un rápido pasaje por Atlante, recaló en Boston River, donde jugaría una temporada y media. Tras esta tercera vuelta a su país natal, arribaría al Club Atlético Peñarol en agosto de 2021, donde firma contrato durante dos temporadas.
Tras rescindir su contrato con el Peñarol, firmó solo unas horas después por el Liverpool F.C. como agente libre.
Una vez en Liverpool se convirtió en una pieza clave del ataque negriazul, alcanzando el histórico título de Campeón Uruguayo en la temporada 2023, siendo la primera vez que Liverpool logra tal hazaña en el fútbol uruguayo. Con una actuación destacada en las finales contra Peñarol llegando a convertir los goles que le darían el campeonato, finalizó si vínculo con Liverpool y se unió al Club Nacional de Fútbol como refuerzo para la temporada 2024.

## Selección nacional

### Sub-20
Integró la Selección de Uruguay que participó del Sudamericano Sub-20 del 2013 donde convirtió un gol, logró el tercer puesto en esta competición, clasificando al Mundial Sub-20 de Turquía, certamen en el que anotó un gol y terminó subcampeón.

#### Participaciones en juveniles
| Competición              | Sede      | Resultado     | Part. | Goles |
| ------------------------ | --------- | ------------- | ----- | ----- |
| Sudamericano Sub-20 2013 | Argentina | Tercer puesto | 5     | 1     |
| Mundial Sub-20 2013      | Turquía   | Subcampeón    | 2     | 1     |

## Estadísticas
| Club                         | País          | Año           | Part. | Goles | Asist. | Prom. G-A |
| ---------------------------- | ------------- | ------------- | ----- | ----- | ------ | --------- |
| PSV U23                      | Países Bajos  | 2011-2014     | 51    | 6     | 0      | 0.12      |
| Atalanta                     | Italia        | 2014          | 3     | 0     | 0      | 0         |
| → Bologna (cedido)           | Italia        | 2014-2015     | 6     | 0     | 0      | 0         |
| → Defensor Sporting (cedido) | Uruguay       | 2015          | 8     | 0     | 1      | 0.13      |
| → Arezzo (cedido)            | Italia        | 2015-2016     | 31    | 4     | 2      | 0.19      |
| Defensa y Justicia           | Argentina     | 2016          | 0     | 0     | 0      | 0         |
| Paraná                       | Brasil        | 2017          | 4     | 0     | 0      | 0         |
| Sud América                  | Uruguay       | 2017          | 17    | 10    | 2      | 0.71      |
| Independiente Santa Fe       | Colombia      | 2018          | 26    | 1     | 1      | 0.08      |
| Atlante                      | México        | 2019          | 9     | 0     | 0      | 0         |
| Cerro Largo                  | Uruguay       | 2020          | 0     | 0     | 0      | 0         |
| Boston River                 | Uruguay       | 2020-2021     | 35    | 14    | 1      | 0.43      |
| Peñarol                      | Uruguay       | 2021-2022     | 55    | 12    | 5      | 0.31      |
| Liverpool                    | Uruguay       | 2023          | 20    | 13    | 1      | 0.7       |
| Nacional                     | Uruguay       | 2024          | 42    | 11    | 1      | 0.43      |
| Total carrera                | Total carrera | Total carrera | 307   | 73    | 14     | 0.28      |

### Hat-tricks
| Lista de partidos en los que anotó tres o más goles | Lista de partidos en los que anotó tres o más goles | Lista de partidos en los que anotó tres o más goles | Lista de partidos en los que anotó tres o más goles | Lista de partidos en los que anotó tres o más goles | Lista de partidos en los que anotó tres o más goles | Lista de partidos en los que anotó tres o más goles |
| N.º                                                 | Fecha                                               | Estadio                                             | Partido                                             | Goles                                               | Resultado                                           | Competición                                         |
| --------------------------------------------------- | --------------------------------------------------- | --------------------------------------------------- | --------------------------------------------------- | --------------------------------------------------- | --------------------------------------------------- | --------------------------------------------------- |
| 1                                                   | 19 de noviembre de 2017                             | Belvedere, Montevideo                               | Liverpool - Sud América                             | Gol · Gol · Gol                                     | 2 - 4                                               | Torneo Clausura 2017                                |
| 2                                                   | 4 de noviembre de 2021                              | Franzini, Montevideo                                | Cerrito - Peñarol                                   | Gol · Gol · Gol                                     | 1 - 3                                               | Torneo Clausura 2021                                |
| 3                                                   | 17 de julio de 2022                                 | Parque Viera, Montevideo                            | Wanderers - Peñarol                                 | Gol · Gol · Gol                                     | 3 - 3                                               | Torneo Intermedio 2022                              |

## Palmarés

### Campeonatos nacionales
| Título              | Club      | País    | Año  |
| ------------------- | --------- | ------- | ---- |
| Torneo Clausura     | Peñarol   | Uruguay | 2021 |
| Campeonato Uruguayo | Peñarol   | Uruguay | 2021 |
| Supercopa Uruguaya  | Peñarol   | Uruguay | 2021 |
| Supercopa Uruguaya  | Liverpool | Uruguay | 2023 |
| Torneo Intermedio   | Liverpool | Uruguay | 2023 |
| Torneo Clausura     | Liverpool | Uruguay | 2023 |
| Campeonato Uruguayo | Liverpool | Uruguay | 2023 |
| Torneo Intermedio   | Nacional  | Uruguay | 2024 |

### Distinciones individuales
| Distinción                                      | Año  |
| ----------------------------------------------- | ---- |
| Máximo goleador del Torneo Intermedio (5 goles) | 2022 |